# استیو دارل
استیو دارل (انگلیسی: Steve Darrell؛ ‏ ۱۹ نوامبر ۱۹۰۴ – ۱۴ اوت ۱۹۷۰) بازیگر اهل ایالات متحده آمریکا بود. او کار بازیگری را از سال ۱۹۳۱ آغاز کرد.

## گزیدهٔ فیلم‌شناسی
- ده فرمان (۱۹۵۶)
- رتیل (۱۹۵۵)
- مردان قدبلند (۱۹۵۵)
- گنجینه روبی هیلز (۱۹۵۵)
- شاهزاده بازیگری (۱۹۵۵)
- هیچ‌چیز بجز دردسر (۱۹۴۴)